# Swedish Automobile N.V.
Swedish Automobile N.V. was het moederbedrijf van Saab Automobile en Spyker Cars. De naam van het bedrijf was tot 15 juni 2011 Spyker Cars N.V.

## Geschiedenis

### Overname Saab Automobile
Op 21 februari 2009 werd aan de rechtbank uitstel van betaling gevraagd en verkregen voor GM's dochteronderneming Saab Automobile. Op 16 juni 2009 bereikte GM een principeakkoord met Koenigsegg, een Zweedse fabrikant van sportwagens, over de verkoop van Saab. Op 17 augustus 2009 rapporteerde Koenigsegg nog US$ 300 miljoen nodig te hebben om de overeenkomst te kunnen afronden. Op 24 november 2009 zag Koenigsegg af van de overname van Saab. Op 2 december 2009 toonde het Nederlandse automerk Spyker Cars interesse om samen met de Russische Converse Bank Saab over te nemen, maar op 18 december 2009 strandde ook deze overname. Dat betekende dat GM de productie van Saab verder zou afbouwen en dat het merk in de loop van 2010 zou verdwijnen. Twee dagen later maakte Spyker bekend dat ze opnieuw een bod had uitgebracht.
Uiteindelijk besloot General Motors de einddatum voor een bod op te schuiven van 1 januari 2010 naar één week later. Op 8 januari brachten naast Spyker o.a. Bernie Ecclestone samen met een investeringsmaatschappij en enkele Zweedse ondernemers een bod uit. Tegelijkertijd werd ook bekend dat General Motors al was begonnen met het afbouwen van de activiteiten van Saab. Na ruim twee weken van stilte werd onthuld dat GM en Spyker nog steeds in onderhandeling waren, deze gesprekken werden in Stockholm gevoerd. Op 25 januari gingen geruchten dat Spyker en GM een overeenkomst zouden hebben gesloten, nabeurs maakte de nieuwe topman van General Motors echter bekend dat er inderdaad onderhandelingen bezig waren, maar dat er nog geen contract getekend was. Het aandeel Spyker Cars op de Amsterdamse effectenbeurs schoot omhoog door de geruchten. Toen topman Victor Muller meldde dat de overname door Spyker Cars zo goed als rond was en er in de Zweedse media dergelijke geruchten rondgingen, werd op 26 januari door de Autoriteit Financiële Markten besloten om de handel in het aandeel stop te zetten.

### Overeenkomst
Op 26 januari 2010 liet General Motors weten dat Saab Automobile werd overgenomen door Spyker Cars. GM stopte direct met de afbouw van de activiteiten van Saab. Spyker Cars nam Saab Automobile AB over voor 400 miljoen dollar. Spyker Cars kreeg in 2010 vrijwel alle stemrechten en een belang 74 miljoen dollar (18,5%) en was verplicht om voor eind 2016 de overige preferente aandelen (326 miljoen dollar) over te kopen van General Motors. GM kreeg op zijn Saab-aandelen recht op een verplicht dividend van 6% vanaf 2012 tot 12% vanaf 2014. De 400 miljoen dollar werd geleend van de Europese Investeringsbank (EIB) met behulp van een garantie van de Zweedse overheid. De overname moest volgens plan op of voor 15 februari afgerond zijn. Spyker Cars N.V. zou op de Algemene vergadering van aandeelhouders voorstellen om de naam te wijzigen in Saab Spyker Automobiles N.V.
De aandelen van de Russische aandeelhouder van Spyker Cars zouden worden gekocht door Tenaci Capital B.V., een investeringsmaatschappij die volledig in handen was van Victor Muller. De 400 miljoen dollar die geleend werd van de Europese Investeringsbank, werd gegarandeerd door de Zweedse overheid. De Europese Commissie had hier toestemming voor geven.

### Resultaten over 2010
Over het eerste volledige boekjaar 2010 leed Spyker Cars een verlies van 218 miljoen euro; in 2009 was het verlies 23 miljoen euro. De autoproducent rapporteerde een omzet van 819 miljoen euro en verkocht in totaal 31.696 auto's tegen 27.482 in 2009. Omzet en productie lagen lager dan verwacht vanwege tegenslagen bij het opstarten van de autoproductie. Voor het boekjaar 2011 werd wederom een verlies verwacht. De onderneming verwachtte in 2011 80.000 auto’s te verkopen en 120.000 in 2012.

### 2011
In april 2011 werd de productie bij Saab Automobile gestaakt door ernstige financiële problemen. Tot dan toe waren er bijna geen auto's meer geproduceerd. Er werd haastig gezocht naar nieuwe partners voor Saab. Zhejiang Youngman Lotus Automobile en Pang Da wilden graag investeren in Saab, zodat dit merk ook in China, waar premiumauto's uit het Westen zeer in trek waren, verkocht kon worden. General Motors was het niet met de overeenkomst eens dat Saab volledig in Chinese handen zou vallen en dat zij in China met hun eigen technologieën beconcurreerd zou worden. Een reorganisatie en bescherming tegen schuldeisers kon het Zweedse merk niet meer redden: op 19 december 2011 werd bij de rechtbank in Vänersborg faillissement aangevraagd.

### 2012
In augustus 2012 meldde CEO Victor Muller, Spyker Cars, dat hij General Motors aanklaagde voor het faillissement van Saab. Victor Muller: “Ever since we were forced to file for Saab Automobile’s bankruptcy in December of last year, we have worked relentlessly on the preparation for this lawsuit which seeks to compensate Spyker and Saab for the massive damages we have incurred as a result of GM’s unlawful actions”.

### 2013
In juni 2013 werd de zaak behandeld in Detroit door een Amerikaanse federale rechter. De rechter wees de eis van 3 miljard dollar door Spyker af. Rechter Gershwin Drain zei: "General Motors had het contractuele recht om de voorgestelde transactie goed dan wel af te keuren". De rechtbank verwierp de eis. Hij zei dat Spyker in de overeenkomst met General Motors, toen het Saab kocht, akkoord was gegaan met het feit dat General Motors de controle had over een verandering van eigendom.

### 2014
Spyker Cars NV ging in beroep tegen de uitspraak. Het hoger beroep werd behandeld door de "6th U.S. Circuit Court of Appeals in Cincinnati". Het hof concludeerde op 24 oktober 2014 dat General Motors niet opzettelijk de verkoop frustreerde van Saab aan Zhejiang Youngman Lotus Automobile Co. Rechter Eugene Siler zei dat de acties van General Motors niet kwaadaardig waren en dat het bedrijf "legitieme zakelijke zorgen" had betreffende de verkoop, zoals de overdracht van technologie. Siler zei ook dat de claim "cruciale fouten had". Spyker werd op 18 december failliet verklaard.

### 2021
In januari 2021 ging Spyker N.V. opnieuw failliet.